# 我们是最棒的
《我们是最棒的》 (瑞典語：Vi är bäst!) 是瑞典导演鲁卡斯·穆迪森执导的2013年剧情片，改编自导演之妻Coco Moodysson所著的漫畫"Never Goodnight" 。影片曾进入2013年多伦多电影节特别展映单元，并获得第26届东京国际电影节最佳影片金麒麟奖。

## 剧情
故事发生在1982年的斯德哥尔摩，讲述Bobo、Klara和Hedvig这三名12到13岁的女孩在被父母遗弃后，组建了一个庞克摇滚乐团的故事。

## 角色
- Mira Barkhammar
- Mira Grosin
- Liv LeMoyne